# Гуггісберг
Гуггісберг (нім. Guggisberg) — громада  в Швейцарії в кантоні Берн, адміністративний округ Берн-Міттельланд.

## Географія
Громада розташована на відстані близько 22 км на південний захід від Берна.
Гуггісберг має площу 54,9 км², з яких на 3% дозволяється будівництво (житлове та будівництво доріг), 52,5% використовуються в сільськогосподарських цілях, 39,5% зайнято лісами, 5% не є продуктивними (річки, льодовики або гори).

## Демографія
2019 року в громаді мешкало 1523 особи (-2,6% порівняно з 2010 роком), іноземців було 3,3%. Густота населення становила 28 осіб/км².
За віковим діапазоном населення розподілялося таким чином: 20,6% — особи молодші 20 років, 57,8% — особи у віці 20—64 років, 21,7% — особи у віці 65 років та старші. Було 650 помешкань (у середньому 2,3 особи в помешканні).
Із загальної кількості 579 працюючих 288 було зайнятих в первинному секторі, 64 — в обробній промисловості, 227 — в галузі послуг.